# Kazuo Umezu
Kazuo Umezu (楳図 かずお, Umezu Kazuo), né le 3 septembre 1936 et mort le 28 octobre 2024, est un dessinateur de mangas japonais. Il est né à Kōya dans la préfecture de Wakayama, au Japon, et est élevé à Gojō dans la préfecture de Nara.
Méconnu en France avant la parution de L'École emportée, ce mangaka invente le terme de « manga d'horreur » et est d'ailleurs lui-même qualifié comme le dieu, le père, le maître ou, encore, le créateur du manga d'horreur,,,.

## Biographie
Kazuo Umezu dessina ses premières bandes dessinées âgé de dix ans, à l'école primaire. En 1955, à l'âge de dix-neuf ans, il commença sa carrière professionnelle avec la publication de deux histoires : Mori no kyōdai puis Bessekai. Durant cette période, il créa principalement ses œuvres pour le secteur du kashihon manga.
En 1962, il devint un pionnier du genre rabu-kome (comédie romantique) avec Romansu no kusuri. Entre-temps, Umezu publia d'autres œuvres comme Kuchi ga mimi made sakeru toki et Hebi shōjo qui le rendirent célèbre en tant qu'auteur de manga d'horreur.
Le premier de ses deux mangas disponibles en France, L'École emportée, est prépublié dans le magazine hebdomadaire Weekly Shōnen Sunday de 1972 à 1974, et remporte le prix du manga Shōgakukan en 1975. Dans cette histoire, il brosse un portrait d'enfants forcés de subir des épreuves difficiles lorsque leur école se matérialise mystérieusement dans un monde désertique. Le second, Baptism (Senrei), est prépublié dans le Sho-comi entre 1974 et 1976. Dans cette courte série de quatre tomes en version bunko, l'auteur met en scène les agissements extrêmes d'une actrice qui veut retrouver sa jeunesse perdue en se faisant transplanter le cerveau dans le crâne de sa fille.
La créativité d'Umezu s'exprime aussi dans le domaine musical. Il monte un groupe et prit une part très active dans la composition et la chorégraphie. En 1975, il sort l'album Yami no album (闇のアルバム, litt. « album des ténèbres »).
Ensuite, Umezu prend une direction radicalement opposée à l'ambiance de L'École emportée avec les gags surréels et grossiers de la série humoristique Makoto-chan (1976). Il publie ensuite plusieurs autres œuvres telles que Neko-me kozō, Orochi, Watashi wa Shingo, Kami no hidari-te akuma no migi-te et Fourteen. Certaines de ses histoires sont adaptées à la télévision.
En 1994, il dirige La Maison hantée de Kazuo Umezu – La Malédiction de la Famille Azuchi (楳図かずおのお化け屋敷～安土家の祟り, Umezu Kazuo no o-bake yashiki - Azuchi-ke no tatari) dans le parc d'attraction du Tokyo Dome dans le quartier de Koishikawa à Tokyo.
Plusieurs de ses récits sont adaptés pour son anthologie télévisée, Le Théâtre de l'horreur de Kazuo Umezu (楳図かずお恐怖劇場, Umezu Kazuo o-kyōfu gekijō).
Kazuo Umezu meurt le 28 octobre 2024.

## Prix et récompenses
- 2018 : Prix du patrimoine, Festival d'Angoulême 2018 - Je suis Shingo, Tome 1, Le Lézard noir

## Liste des principales œuvres
- Bessekai (別世界?, litt. « un autre monde »), 1955
- Mori no kyōdai (森の兄妹?, litt. « les frères et sœurs Mori »), 1955
- Romansu no kusuri (ロマンスの薬?, litt. « le médicament de la romance »)
- Kuchi ga mimi made sakeru toki (口が耳までさける時?, litt. « le moment où la bouche fut fendue jusqu'à l'oreille »), 1961
- La Femme-serpent (へび女, Hebi onna?, litt. « la femme serpent »), 1965-1966
- Neko-me kozō (猫目小僧?, litt. « le garçon avec un œil de chat »), 1968
- Orochi (おろち?), 1969-1970
- L'École emportée (漂流教室, Hyōryū kyōshitsu?), 1972-1974 (Glénat 2004)
- Baptism (洗礼, Senrei?, litt. « le baptême »), 1974-1976 (Glénat 2006)
- Makoto-chan (まことちゃん?), 1976-1981
- Je suis Shingo (わたしは真悟, Watashi wa Shingo?, litt. « je suis Shingo »), 1982-1986 (Le Lézard  Noir, 2017)
- Kami no hidari-te akuma no migi-te (神の左手悪魔の右手?, litt. « la main gauche de Dieu, la main droite du diable »), 1986-1988
- Fourteen (14歳, jyū-yon-sai?, litt. « 14 ans »), 1990-1995